# Tiszír al-Ántajf
Tiszír Ahmed al-Ántajf (arabul: تيسير الأنتيف); Dammám, 1974. február 16. –) szaúd-arábiai válogatott labdarúgókapus.

## Pályafutása

### Klubcsapatban
1993 és 2000 között az el-Áttifák csapatában játszott. 2000 és 2004 között az el-Áhlí játékosa volt. 2005 és 2011 között az el-Áttihádban szerepelt, melynek tagjaként két bajnoki címet (2007, 2009) szerzett. 2011 és 2013 között az el-Fajszalí, 2013-ban az el-Nahda együttesének védte a kapuját. csapatában. 

### A válogatottban
1997 és 2008 között 6 alkalommal játszott a szaúd-arábiai válogatottban. Részt vett az 1998-as világbajnokságon, az 1999-es konföderációs kupán és a az 1997-es és a 2000-es Ázsia-kupán.

## Sikerei, díjai
el-Áttihád
- Szaúd-arábiai bajnok (2): 2006–07, 2008–09

Szaúd-Arábia
- Ázsia-kupa döntős (1): 2000